# Bienvenida, Badajoz
Bienvenida este un oraș din Spania, situat în provincia Badajoz din comunitatea autonomă Extremadura. Are o populație de 2.236 de locuitori.